# Wendlandia ligustrina
Wendlandia ligustrina är en måreväxtart som beskrevs av Nathaniel Wallich och George Don jr. Wendlandia ligustrina ingår i släktet Wendlandia och familjen måreväxter. Inga underarter finns listade i Catalogue of Life.